# Lanhoso
Lanhoso é uma povoação portuguesa sede da freguesia dhomónima do município de Póvoa de Lanhoso. Tem 6,47 km² de área e 766 habitantes (censo de 2021), tendo, por isso, uma densidade populacional de 118,4 hab./km².

## Figuras históricas
- Fáfila Lucides, nobre medieval foi o 4º Senhor e governador das terras de Lanhoso, entre os anos de 1110 a 1115.
- Godinho Fafes de Lanhoso "o Velho" Foi o 5ª Senhor de Lanhoso.
- Fáfila Godins foi o 6ª Senhor de Lanhoso.
- Martim Pais Ribeira, exerceu o cargo de Governador da localidade de Lanhoso.
- Menina Izildinha, "santa" popular.

## Demografia
Nota: Nos censos de 1878 a 1930 figura com a designação de Póvoa de Lanhoso (Santiago). Pelo decreto nº 16.686, de 23/07/1930, foi-lhe dada a atual designação. Pelo mesmo decreto foram desanexados lugares desta freguesia para cosntituir a de Póvoa de Lanhoso.
A população registada nos censos foi:
| Distribuição da População por Grupos Etários | Distribuição da População por Grupos Etários | Distribuição da População por Grupos Etários | Distribuição da População por Grupos Etários | Distribuição da População por Grupos Etários |
| -------------------------------------------- | -------------------------------------------- | -------------------------------------------- | -------------------------------------------- | -------------------------------------------- |
| Ano                                          | 0-14 Anos                                    | 15-24 Anos                                   | 25-64 Anos                                   | > 65 Anos                                    |
| 2001                                         | 131                                          | 121                                          | 331                                          | 107                                          |
| 2011                                         | 135                                          | 78                                           | 422                                          | 107                                          |
| 2021                                         | 95                                           | 98                                           | 426                                          | 147                                          |